# Burne Hogarth
Burne Hogarth (nascido Spinoza Bernard Ginsburg, Chicago, 25 de dezembro de 1911 - 28 de janeiro de 1996) foi um educador, autor literário e ilustrador dos Estados Unidos da América.
Por muitas décadas ele foi um influente mestre e artista visual, melhor conhecido internacionalmente pelo seu pioneiro trabalho nos jornais, nas tiras de Tarzan, e pela sua bem conceituada coleção de livros sobre desenho anatômico.

## Biografia
Burne Hogarth nasceu em Chicago e desde cedo demonstrou seu talento para o desenho. Seu pai carpinteiro incentivou esse dom e o levou para a Escola de Artes de Chicago. Aos 12 anos de idade, Hogarth foi aceito e começou um longo período como estudante em várias instituições de ensino tais como o Crane College, a Universidade do Noroeste (Northwestern University) em Chicago e a Universidade Columbia em Nova Iorque, aprofundando seus conhecimentos em artes e ciências.
Hogarth teve que começar a trabalhar aos 15 anos, depois da morte prematura do pai. Graças aos contatos do Art Center e também do Fine Arts Academy, ele conseguiu um contrato para trabalhar em publicidade. Com seus painéis de propaganda distribuídos aos jornais, Hogarth ficou conhecido no meio e assumiria como desenhista a tira diária Ivy Hemmanhaw (1933), que obteve alguma repercussão.
Com a Depressão, Hogarth se mudou para Nova Iorque, onde continuou com seu trabalho de ilustração para os jornais, bem como de editor de cartuns. Desenhou a tira de piratas de Charles Driscoll chamada Pieces of Eight (1935). Em 1936 veio o momento decisivo da carreira de Hogarth como artista de quadrinhos. Ele sucedeu Hal Foster que trabalhara na tira desde 1929 e ilustrou Tarzan, na qual fundiu influências artísticas do classicismo, expressionismo e narrativa dentro de uma nova dinâmica de arte sequencial. Ele desenhou Tarzan para as páginas dominicais por 12 anos, de 1937 a 1945, e de 1947 até 1950. Seu trabalho foi republicado, mais recentemente pela NBM Publishing.
Além de artista profissional, Hogarth também atuava como professor. Durante anos ele foi instrutor de desenho para um grande número de estudantes, em diversas instituições. A Academia de Artes em Jornais de Manhattan (Manhattan Academy of Newspaper Art) recebeu sua grande contribuição pessoal e em 1947 ele a transformaria na Escola de Ilustradores e Cartunistas (Cartoonists and Illustrators School). A academia continuou a crescer e em  1956 foi novamente renomeada, passando a se denominar Escola de Artes Visuais (SVA, sigla em inglês), considerada como a maior instituição privada de arte do mundo. Hogarth preparou os currículos das matérias, trabalhou como administrador e ministrou cursos sobre desenhos, artes e história das artes.
Hogarth se aposentou da SVA em 1970 mas continuou como professor da Parsons School of Design e, depois de se mudar para Los Angeles, a Otis School e Art Center College of Design em Pasadena. Durante seus anos como professor, Hogarth criou numerosos livros de anatomia e desenho que se tornariam referências para artistas dos mais variados, inclusive animadores por computador. Dynamic Anatomy (1958) e Drawing the Human Head (1965) são conhecidos por estudiosos das formas humanas. Dynamic Figure Drawing (1970) e Drawing Dynamic Hands (1977) completaram o ciclo das figuras.  Dynamic Light and Shade (1981) e Dynamic Wrinkles and Drapery (1995) exploraram outros aspectos artísticos das ilustrações.
Após mais de 20 anos de trabalho nas tiras de quadrinhos e de ter sido chamado pelos europeus de "Michelangelo das tiras", Hogarth retornaria para a arte sequencial em 1972 com seu trabalho Tarzan of the Apes, um livro ilustrado em tamanho grande publicado pela Watson Guptill e traduzido para 11 línguas (lançado no Brasil primeiramente pela EBAL). O trabalho foi um marco no gênero, iniciando o desenvolvimento que nos anos seguintes levaria a criação das graphic novel. O trabalho seguinte foi Jungle Tales of Tarzan (1976).
Burne Hogarth foi grandemente reconhecido em seu país, tendo recebido o prêmio da National Cartoonist Society de 1975, da Magazine and Book Illustration de 1992 e o Prêmio Especial de 1974 (Special Features Award), além de várias homenagens internacionais. Ele fez palestras, escreveu, criou e teorizou durante seus últimos anos, participando como convidado de inúmeros eventos. Depois de comparecer à Festival Internacional de Quadrinhos de Angoulême em 1996, Hogarth retornou à Paris onde sofreu um ataque cardíaco, vindo a falecer em 28 de janeiro, aos 84 anos de idade.

### Revistas e Livros em Quadrinhos
- Tarzan:
  - Tarzan, Lord of the Jungle
  - Tarzan and the Elephants
  - Tarzan and the Adventurers
  - Tarzan and the Pygmies
  - Tarzan of the Apes
  - Jungle Tales of Tarzan
- Miracle Jones
- Drago

### Não-Ficcção
- Dynamic Anatomy (1958, republicado em 2003, ISBN 0-8230-1552-1)
- Drawing the Human Head (1965, republicado em 1989, ISBN 0-8230-1376-6)
- Dynamic Figure Drawing (1970, republicado em 1996, ISBN 0-8230-1577-7)
- Drawing Dynamic Hands (1977, republicado em 1988, ISBN 0-8230-1368-5)
- Dynamic Light and Shade (1981, republicado em 1992, ISBN 0-8230-1581-5)
- Dynamic Wrinkles and Drapery (1995, ISBN 0-8230-1587-4)